# Resultados do Carnaval de Vitória em 2007
Esta página contém os resultados do Carnaval de Vitória no ano de 2007.

## Grupo Especial
A Unidos de Jucutuquara sagrou-se campeã ao fim da apuração das notas. Este é o quinto título da agremiação. A Mocidade Unida da Glória foi rebaixada de grupo para o próximo Carnaval.
| Legenda: Campeã Rebaixada |

| Col. | Escola                    | Enredo                                                                | Pontos |
| ---- | ------------------------- | --------------------------------------------------------------------- | ------ |
| 1    | Jucutuquara               | Caparaó Capixaba, os encantos da montanha sagrada                     | 299.7  |
| 2    | Andaraí                   | A ferro e fogo. A trajetória de um setor                              | 288.4  |
| 3    | Novo Império              | O Criador, a criação, o livre arbítrio ente o céu e o inferno         | 282.6  |
| 4    | Independente de Boa Vista | A Boa Vista empresta as suas asas e voa com Anchieta rumo ao infinito | 278.1  |
| 5    | Rosas de Ouro             | Serra, Rosas de Ouro canta seus 450 anos de glória e história         | 272.4  |
| 6    | Barreiros                 | A nobre arte de salvar vidas                                          | 271.3  |
| 7    | Mocidade Unida da Glória  | Mocidade hoje sou criança aventureiro da ilusão                       | 252.6  |

## Grupo de acesso
| Legenda: Promovida |

| Col. | Escola               | Enredo                                                                       | Pontos |
| ---- | -------------------- | ---------------------------------------------------------------------------- | ------ |
| 1    | Pega no Samba        | Tipos Populares de Vitória (Reedição de 1986)                                | 290.9  |
| 2    | São Torquato         | Vila Velha, nossa terra. O pulsar do Espírito Santo                          | 287.9  |
| 3    | Piedade              | Piedade canta os 100 anos do Porto de Vitória, um século de lutas e tradição | 280.9  |
| 4    | Imperatriz do Forte  | Tutti buona gente, em terras capixabas Baco é rei da folia                   | 275.7  |
| 5    | Chegou O Que Faltava | Tenho 30 anos, sou forte, sou guerreira, na região norte eu sou Goiabeiras   | 256.7  |
| 6    | Tradição Serrana     | Da senzala doutor, hoje mestre-sala                                          | 261.3  |